# Mezinárodní chemická olympiáda
Mezinárodní chemická olympiáda (International Chemistry Olympiad, IChO) je celosvětově nejvyšší možné kolo chemické olympiády pro žáky gymnázií. Z každého státu na něj mohou postoupit maximálně 4 soutěžící.

## Historie
Československo patřilo spolu s Polskem a Maďarskem k zakládajícím zemím mezinárodní chemické olympiády. Každý rok se IChO pořádá v jiné zemi kdekoliv ve světě. V roce 1968 se konal 1. ročník ICHO v tehdejším Československu. Účastnili se ho pouze 3 uvedené zakládající státy. Postupně se přidal celý východní blok a od roku 1990 i celý svět. V roce 2015 se této nyní již velmi prestižní soutěže zúčastnilo více než 250 soutěžících z více než 70 zemí.

## Výběr soutěžících
Každý stát si vybírá studenty svým způsobem, avšak musí dodržet podmínky: maxim. 4 studenti mladší 20 let. V ČR je systém následující:
Z celostátního kola kategorie A je vybráno max. 16 nejlepších a zároveň úspěšných (60% bodů) řešitelů, kteří se mohou zúčastnit 1. přípravného (teoretického) soustředění, kde se studenti účastní přednášek českých vědců a bývalých účastníků, v průběhu se píší testy, prostřednictvím nich je vybrána polovina (8) studentů, kteří se mohou zúčastnit 2. (praktického) soustředění. Zde jsou obdobným způsobem vybráni 4 nejlepší studenti a 1 náhradník. (na IChO nejede, potřeba byl zatím jednou, v roce 2022 (online), kdy se jeden z předpokládaných účastníků nemohl zúčastnit kvůli účasti na IBO (Mezinárodní biologické olympiádě)). Teoretické soustředění se koná tradičně v kongresovém sálu VŠCHT Praha a praktické soustředění se koná v laboratořích PřF UK.

## Úlohy, průběh soutěže
Úlohy IChO jsou velmi obtížné a každý stát klade při jejich vytváření důraz na jiné odvětví chemie. Jsou také náročné časově (teoretické zadání úloh má přes 50 stran A4, mnohdy jsou úlohy udělány tak, aby je nebylo možné stihnout udělat všechny). IChO probíhá v průběhu 10 dní. Po příjezdu do země je oddělen doprovod od soutěžících a někdy je po soutěžících vyžadováno odevzdat veškerou elektroniku a mobily. Dvoučlenný doprovod má za úkol přeložit soutěžní úlohy do národního jazyka (aktuálním vedoucím doprovodem pro ČR je RNDr. Petr Holzhauser, Ph.D., někdejší soutěžící). Soutěžící mají mezitím pestrý program. Po překladu soutěžící vyřeší jeden den teoretickou část a druhý den praktickou. Po opravení úloh se sečtou body a vyhlásí výsledky.

## Medaile
Medaile se neudělují jako ve sportovních soutěžích, ale základní kritérium je množství účastníků. Okolo prvních 10 % ve výsledkové listině získá zlatou medaili, přibližně dalších 20 % stříbrnou a dalších 30 % bronzovou, prvním 10 % studentů, kteří nezískali medaili, je uděleno čestné uznání. Zlaté medaile za ČR získali: Luděk Meca (Peking 1995), Jiří Janeček (Peking 1995), Jiří Franta (Moskva 1996), Vlastimil Kulda (Montreal 1997), Jiří Kysilka (Bombaj 2001), Eva Pluhařová (Kiel 2004), (Tchaj-pej 2005), Petr Gerhard (Gyeongsan 2006), František Petrouš (Tokio, 2010), (Ankara, 2011), (Washington, 2012), Ondřej Hák (Tokio, 2010), (Ankara, 2011), Adam Přáda (Hanoj, 2014), Jiří Etrych (Baku, 2015), Miroslava Novoveská (Praha a Bratislava, 2018), Josef Tomeček (Praha a Bratislava, 2018), Jan Obořil (Praha a Bratislava, 2018), (Paříž, 2019), (online, 2020), Filip Hůlek (online, 2021) a Václav Verner (online, 2022), (Saúdská Arábie, 2024).

## Budoucnost IChO
IChO v roce 2018 se konala v Praze a Bratislavě, jednalo se o jubilejní 50. ročník – poprvé se konala soutěž ve dvou státech najednou. IChO v letech 2020 - 2022 se měla konat v Turecku, Japonsku a Číně, vlivem pandemie pořadatelé zajistili řešení teoretických částí prostřednictvím online technologií pod dozorem kamer, laboratorní část se nekonala. 
- Budoucí ročníky:[1][2]

  - 2025: Spojené arabské emiráty
  - 2026: Uzbekistán
  - 2027: Tchaj-wan